# サクラサク (北乃きいの曲)
「サクラサク」は、北乃きいの1枚目のシングル。2010年2月24日にavex traxから発売された。

## 概要
北乃が出演するキットカットの「郵便局×キットカット 2010年受験生応援企画」記者発表会見において、同CM曲として起用されている『サクラサク』で歌手デビューすることが発表された。カップリングの『Brand new way』は農林水産省めざましごはんキャンペーンのCM曲として起用されている。また、『いつかきっとあなたへ』は2010年の広島国際大学のCM曲となっている。
CDのみの通常盤、CD+DVD、CD+PHOTO BOOKのデビュー記念盤・初回生産限定盤の3形態で発売。何れも初回限定盤はスリーヴ仕様である。

## ミュージックビデオ
『サクラサク』の監督は武藤眞志が務めた。

## チャート成績
2010年3月2日付けの日本レコード協会による着うたフルのダウンロード数を集計したRIAJ有料音楽配信チャートで初登場4位。着うたは初登場9位。
2010年3月8日付けのオリコンチャートでは発売1週目で1.6万枚を売上げ、初登場7位になった。女優の歌手デビュー作のトップ10入りは2008年7月28日付けの新垣結衣の『Make my day』以来、1年7ヶ月ぶりである。3月8日付けのビルボードジャパンのJapan Hot 100では初登場17位、推定売上ランキングであるHot Singles Salesでは初登場7位、ラジオ局での放送回数を集計したHot Top Airplayでは初登場22位、R35以上向けのラジオ番組での放送回数を集計したAdult Cotemporary Airplayでは初登場24位。

## 批評
メガデスの元ギタリスト、マーティ・フリードマンは『サクラサク』での北乃の歌唱を「普段の女優のイメージそのままスウィートな声で歌っている」と賞賛している。楽曲については「静かなAメロから徐々に盛り上がっていく構成やシンセの音色は、僕が大好きな小室（哲哉）さんがプロデュースした、90年代のglobeの曲を思い出しました」「90年代の雰囲気を目指した曲だと思うよ。カラオケで皆が歌いやすそうだね」と評価している。

## 収録曲

### CD
1. サクラサク [4:45]
作詞：BOUNCEBACK、作曲：星野靖彦、編曲：水上裕規
2. Brand new way [3:48]
作詞：leonn、作曲・編曲：Hirofumi Hibino
3. いつかきっとあなたへ [5:15]
作詞：leonn、作曲・編曲：Hirofumi Hibino
4. サクラサク -Instrumental-
5. Brand new way -Instrumental-
6. いつかきっとあなたへ -Instrumental-

### DVD
1. サクラサク -Music Clip-
2. Off Shot Clip
3. サクラサク -KIT KAT Collaboration Clip- (Special Clip)

## チャート
| チャート (2010年)                    | 最高 順位 |
| ------------------------------------ | --------- |
| オリコンチャート週間ランキング       | 7         |
| RIAJ有料音楽配信チャート(着うたフル) | 4         |
| Japan Hot 100                        | 17        |